# اسپنسر جانسون
پاتریک اسپنسر جانسون (به انگلیسی: Spencer Johnson) پزشک و نویسنده آمریکایی بود که عمدتاً به دلیل کتاب‌های روانشناسانه اش که در زمینه‌هایی همچون شیوهٔ زندگی هستند (مانند:چه کسی پنیر مرا جابه‌جا کرد) شهرت دارد. از جانسون در یو اس ای تودی با عنوان " پادشاه تمثیل " نام برده شده چرا که او موضوعات پیچیده را دریافت کرده و پاسخ‌های ساده و کارامد ارائه می‌دهد.

## زندگی شخصی
پدر اسپنسر جانسون معمار و در کار ساختمان بود و مادرش آموزگار. اسپنسر جانسون در لس آنجلس بزرگ شده بود و در رشته روانشناسی لیسانس گرفت و بعد از رویال کالج جراحی ایرلند فارغ‌التحصیل شد. وی در کنار پزشکی به نویسندگی به سبکی ساده و روان روی آورد؛ و کتابهای کوتاه برای بیماران خود نوشت تا به آنها کمک کند. وی در سال ۲۰۱۷ و در سن ۷۸ سالگی پس از مبارزه‌ای طولانی با سرطان لوزالمعده از دنیا رفت.

## کتاب شناسی
- چه کسی پنیر مرا جابه‌جا کرد
- اولین فروشنده بزرگ دنیا
- بله یا خیر
- هدیه (زمان حال)
- مدیر یک دقیقه‌ای
- یک دقیقه برای خودتان
- مادر یک دقیقه‌ای
- پدر یک دقیقه‌ای
- معلم یک دقیقه‌ای
- گفتگوی یک دقیقه‌ای
- قله‌ها و دره‌ها
- بیرون از هزارتو
- راهنمای تصمیم‌گیری بهتر